# Helga Boettiger
Helga Boettiger (* 15. März 1933 in Hamburg; † 22. November 2022 ebd.) war eine deutsche Schauspielerin.

## Leben und Wirken
Helga Boettiger machte von 1963 bis 1965 an der Berliner Tanzakademie bei Tatjana Gsovsky eine Ballettausbildung und nahm bei Ruth Hornemann Schauspielunterricht. Sie legte im Anschluss die Reifeprüfung vor der Paritätischen Prüfungskommission der Deutschen Bühnengenossenschaft ab. Ihre Bühnenkarriere begann 1962 am Künstlertheater Hamburg. 1965 trat sie in einer Inszenierung von Ionescos Impromptu oder der Hirt und sein Chamäleon an der Vaganten Bühne Berlin auf. Zwischen 1969 und 2005 hatte sie Engagements unter anderem an der Landesbühne Rheinland-Pfalz in Neuwied, dem Kammerspielkreis Lübeck, dem Fränkisch-Schwäbisches Städtetheater Dinkelsbühl, dem Landestheater Schwaben in Memmingen und dem Westdeutschen Tourneetheater Remscheid. 2012 sah man sie an der Hamburgischen Staatsoper in Manon Lescaut von Giacomo Puccini. Für die Parsinger Fabrik in München wirkte sie 2017 in dem Tanzstück Woman's work is never done nach Doris Dörrie.
Seit 1962 hatte Helga Boettiger auch immer wieder Kino- und Fernsehauftritte, letztere meist in Kurzfilmen und Serien.
Helga Boettiger lebte in Hamburg.

## Filmografie
- 1966: Rasputin (Fernsehfilm)
- 1972: Wir 13 sind 17 (Fernsehserie, 1 Folge)
- 1980: Georg Friedrich Händels Auferstehung (Fernsehfilm)[3]
- 2004: Puca (Kurzfilm)[3]
- 2011: Die alte Frau (Kurzfilm)[3]
- 2012: Nebenan (Kurzfilm)
- 2013: Die Pfefferkörner (Fernsehserie, 1 Folge)
- 2013: Die Wüste Malo (Kurzfilm)
- 2013: Notruf Hafenkante (Fernsehserie, Folge Einsatz für Wolle)
- 2014: Von jetzt an kein Zurück
- 2015: Weinberg (Fernsehserie, 6 Folgen)
- 2015: Zwei Esel auf Sardinien (Fernsehfilm)
- 2015: Abschussfahrt
- 2015: Sibel & Max (Fernsehserie, 1 Folge)
- 2016: Nona (Kurzfilm)
- 2018: Der Bus kam perfekt (Kurzfilm)
- 2018: SOKO Wismar (Fernsehserie, 1 Folge)